# Актоган (Єнбекшиказахський район)
Актога́н (каз. Ақтоған) — село у складі Єнбекшиказахського району Алматинської області Казахстану. Входить до складу Каражотинського сільського округу.
До 1993 року село називалось Мілянфан або Кизилджигда.
Населення — 856 осіб (2021; 1281 у 2009, 998 у 1999, 847 у 1989).